# Santa Rosa De Yacuma Airport
Santa Rosa De Yacuma Airport är en flygplats i Bolivia.   Den ligger i departementet Beni, i den nordvästra delen av landet, 600 km norr om huvudstaden Sucre. Santa Rosa De Yacuma Airport ligger 166 meter över havet.
Terrängen runt Santa Rosa De Yacuma Airport är mycket platt. Runt Santa Rosa De Yacuma Airport är det mycket glesbefolkat, med 2 invånare per kvadratkilometer.. Närmaste större samhälle är Santa Rosa, 15,2 km sydväst om Santa Rosa De Yacuma Airport.
Omgivningarna runt Santa Rosa De Yacuma Airport är huvudsakligen savann.